# Bubble-sort bidireccional
L' ordenació de bombolla bidireccional  ( cocktail sort  en anglès) és un algorisme d'ordenació que sorgeix com una millora de l'algorisme ordenació de bombolla.
La manera de treballar d'aquest algorisme és anar ordenant al mateix temps pels dos extrems del vector. De manera que després de la primera iteració, tant el menor com el major element estaran en les seves posicions finals. D'aquesta manera es redueix el nombre de comparacions encara que la complexitat l'algorisme segueix sent O ( n  ²).

## Exemples de codi
A continuació es mostra el pseudocodi de l'algorisme:
```
Procediment Ordenacion_Sacudida (v: vector, també: sencer)
Variables
i, j, esq, der, últim: tipoposicion;
aux: tipoelemento;
Inici
//Límits superior i inferior d'elements ordenats
esq <- 2
der <- també
últim <- també

Repetir
//Bombolla cap a l'esquerra}
//Els valors menors van a l'esquerra
Per i <- der fins esq fer
Si v (i-1)> v (i) llavors
aux <- v (i)
v (i) <- v (i-1)
v (i-1) <- aux
últim <- i
Fi_Si
Fi_Per

esq <- últim+1

//Bombolla cap a la dreta
//Els valors més grans van a la dreta
Per j <- esq fins der fer
Si v (j-1)> v (j) llavors
aux <- v (j)
v (j) <- v (j-1)
v (j-1) <- aux
últim <- j
Fi_Si
Fi_Per

der <- últim-1

Fins (esq> der)
Fi
```

Aquí es mostra la seva implementació en Java:
```
public
 
class
 
CocktailSort
{

 
public
 
static
 
int
 
esquerra
,
 
dreta
,
 
últim
;
 
//variables per ordenació

 
public
 
static
 
int
 
acord
[]
 
=
 
{
10
,
23
,
6
,
4
,
223
,
2
,
112
,
3
,
6
,
34
};
 
//predefineix acord

 
public
 
static
 
void
 
main
 
(
String
 
[]
 
args
){

 
esquerra
 
=
 
1
;

 
dreta
 
=
 
acord
.
length
;

 
últim
 
=
 
acord
.
length
-
1
;

 
do
{

 
for
 
(
int
 
i
 
=
 
acord
.
length
-
1
;
 
i
 
>
 
0
;
 
i
--
){

 
//Bombolla cap a l'esquerra

 
//Els valors menors van a l'esquerra

 
if
 
(
acord
[
i
-
1
]
 
>
 
acord
[
i
]
){

 
int
 
aux
 
=
 
acord
[
i
]
;
 
//variable auxiliar per poder fer intercanvi de posició

 
acord
[
i
]
 
=
 
acord
[
i
-
1
]
;

 
acord
[
i
-
1
]
 
=
 
aux
;

 
últim
 
=
 
i
;

 
}

 
}

 
esquerra
 
=
 
últim
+
1
;

 
for
 
(
int
 
j
 
=
 
1
;
 
j
 
<
 
acord
.
length
;
 
j
++
){

 
if
 
(
acord
[
j
-
1
]
 
>
 
acord
[
j
]
){

 
int
 
aux
 
=
 
acord
[
j
]
;

 
acord
[
j
]
 
=
 
acord
[
j
-
1
]
;

 
acord
[
j
-
1
]
 
=
 
aux
;

 
últim
 
=
 
j
;

 
}

 
}

 
dreta
 
=
 
últim
-
1
;

 
}
 
while
 
(
dreta
 
>=
 
esquerra
);

 
for
 
(
int
 
i
 
=
 
0
;
 
i
 
<
 
acord
.
length
;
 
i
++
){

 
System
.
out
.
println
(
acord
[
i
]
);

 
}

 
}

}

```